# Składy rządów brytyjskich

## Królestwo Wielkiej Brytanii(1707-1800)
- Pierwszy gabinet Roberta Walpole’a
- Drugi gabinet Roberta Walpole’a
- Gabinet lorda Wilmingtona
- Pierwszy gabinet Henry’ego Pelhama
- Ministerium lorda Bath
- Drugi gabinet Henry’ego Pelhama
- Pierwszy gabinet księcia Newcastle(inne języki)
- Gabinet księcia Devonshire(inne języki)
- Drugi gabinet księcia Newcastle(inne języki)
- Gabinet hrabiego Bute(inne języki)
- Gabinet George’a Grenville’a(inne języki)
- Pierwszy gabinet lorda Rockinghama
- Gabinet lorda Chathama(inne języki)
- Gabinet księcia Grafton
- Gabinet lorda Northa
- Drugi gabinet lorda Rockinghama
- Gabinet lorda Shelburne
- Koalicja Fox-North
- Pierwszy gabinet Williama Pitta Młodszego

## Zjednoczone Królestwo Wielkiej Brytanii i Irlandii(1801-1922)
- Gabinet Henry’ego Addingtona
- Drugi gabinet Williama Pitta Młodszego
- Gabinet Wszystkich Talentów
- Drugi gabinet księcia Portland
- Gabinet Spencera Percevala
- Gabinet lorda Liverpoola
- Rząd George’a Canninga
- Rząd lorda Godericha
- Pierwszy rząd księcia Wellington
- Rząd lorda Greya
- Pierwszy rząd lorda Melbourne
- Drugi rząd księcia Wellington
- Pierwszy rząd Roberta Peela
- Drugi rząd lorda Melbourne
- Trzeci rząd lorda Melbourne
- Drugi rząd Roberta Peela
- Pierwszy rząd Johna Russella
- Pierwszy rząd lorda Derby
- Rząd lorda Aberdeen
- Pierwszy rząd lorda Palmerstona
- Drugi rząd lorda Derby
- Drugi rząd lorda Palmerstona
- Drugi rząd lorda Russella
- Trzeci rząd lorda Derby
- Pierwszy rząd Benjamina Disraelego
- Pierwszy rząd Williama Ewarta Gladstone’a
- Drugi rząd lorda Beaconsfielda
- Drugi rząd Williama Ewarta Gladstone’a
- Pierwszy rząd lorda Salisbury’ego
- Trzeci rząd Williama Ewarta Gladstone’a
- Drugi rząd lorda Salisbury’ego
- Czwarty rząd Williama Ewarta Gladstone’a
- Rząd lorda Rosebery’ego
- Trzeci rząd lorda Salisbury’ego
- Rząd Arthura Balfoura
- Rząd Henry’ego Campbella-Bannermana
- Pierwszy rząd Herberta Henry’ego Asquitha
- Drugi rząd Herberta Henry’ego Asquitha
- Pierwszy rząd Davida Lloyda George’a
- Drugi rząd Davida Lloyda George’a

## Zjednoczone Królestwo Wielkiej Brytanii i Irlandii Północnej(od 1922)
- Rząd Andrew Bonar Lawa
- Pierwszy rząd Stanleya Baldwina
- Pierwszy rząd Ramsaya MacDonalda
- Drugi rząd Stanleya Baldwina
- Drugi rząd Ramsaya MacDonalda
- Trzeci rząd Ramsaya MacDonalda
- Trzeci rząd Stanleya Baldwina
- Pierwszy rząd Neville’a Chamberlaina
- Pierwszy rząd Winstona Churchilla
- Drugi rząd Winstona Churchilla
- Pierwszy rząd Clementa Attleego
- Drugi rząd Clementa Attleego
- Trzeci rząd Winstona Churchilla
- Rząd Anthony’ego Edena
- Pierwszy rząd Harolda Macmillana
- Drugi rząd Harolda Macmillana
- Rząd Aleca Douglasa-Home’a
- Pierwszy rząd Harolda Wilsona
- Drugi rząd Harolda Wilsona
- Rząd Edwarda Heatha
- Trzeci gabinet Harolda Wilsona
- Czwarty gabinet Harolda Wilsona
- Gabinet Jamesa Callaghana
- Pierwszy rząd Margaret Thatcher
- Drugi rząd Margaret Thatcher
- Trzeci rząd Margaret Thatcher
- Pierwszy rząd Johna Majora
- Drugi rząd Johna Majora
- Pierwszy gabinet Tony’ego Blaira
- Drugi gabinet Tony’ego Blaira
- Trzeci gabinet Tony’ego Blaira
- Gabinet Gordona Browna
- Pierwszy gabinet Davida Camerona
- Drugi gabinet Davida Camerona
- Pierwszy gabinet Theresy May
- Drugi gabinet Theresy May
- Pierwszy gabinet Borisa Johnsona
- Drugi gabinet Borisa Johnsona(inne języki)
- Gabinet Liz Truss(inne języki)
- Gabinet Rishiego Sunaka(inne języki)
- Gabinet Keira Starmera